# Qairat Almaty Futzal Kluby
Il Qairat Almaty Futzal Kluby (in kazako Қайрат Алматы Футзал Клубы?, traslitterazione anglosassone Kairat AFC) è un club kazako di calcio a 5 con sede ad Almaty. È la squadra più titolata del Kazakistan.

## Storia
Il club viene fondato nel 1995 con il nome di Kainur (in kazako Кайнур?), solo nel 2001 è stato ribattezzato con l'attuale nome in onore del nuovo proprietario Qairat Orazbekov, che ha portato rapidamente la squadra al vertice del calcio a 5 kazako. Il Qairat ha dominato il campionato ininterrottamente dal 2004 mostrandosi anche a livello di competizioni internazionali: i successi europei arrivano nella stagione 2012-13 e 2014-15, quando la squadra si impone nelle final four di Tbilisi prima e Lisbona dopo, rispettivamente ai danni di Dinamo Mosca e Barcellona.
La squadra in Europa vanta anche un secondo posto nella stagione 2018-2019 e tre medaglie di bronzo. Il Qairat ha inoltre vinto la Coppa Intercontinentale 2014.

## Palmarès

### Competizioni nazionali
- Campionato kazako: 18

2003-04, 2004-05, 2005-06, 2006-07, 2007-08, 2008-09, 2009-10, 2010-11, 2011-12, 2012-13, 2013-14, 2014-15, 2015-16, 2016-17, 2017-18, 2018-19, 2019-20, 2020-21
- Coppa del Kazakistan: 16

1998-99, 2000-01, 2004-05, 2005-06, 2006-07, 2007-08, 2008-09, 2009-10, 2012-13, 2013-14, 2014-15, 2015-16, 2016-17, 2017-18, 2019-20, 2020-21
- Supercoppa del Kazakistan: 6

2012, 2013, 2014, 2017, 2018, 2019

### Competizioni internazionali
- Coppa UEFA: 2

2012-13, 2014-15
- Coppa Intercontinentale: 1

2014